# Tigon Studios
Tigon Studios è un'azienda statunitense dedita allo sviluppo di videogiochi, fondata nel 2002 dall'attore Vin Diesel e controllata dalla One Race Films.
L'azienda si focalizza principalmente su videogiochi tratti dai film in cui è presente Vin Diesel.

## Videogiochi
- The Chronicles of Riddick: Escape from Butcher Bay (2004)
- The Wheelman (2009)
- The Chronicles of Riddick: Assault on Dark Athena (2009)
- Riddick: The Merc Files (2013)